# Yoldia scissurata
Yoldia scissurata är en musselart som beskrevs av Dall 1897. Yoldia scissurata ingår i släktet Yoldia och familjen Yoldiidae. Inga underarter finns listade i Catalogue of Life.